# Sala Pleyel

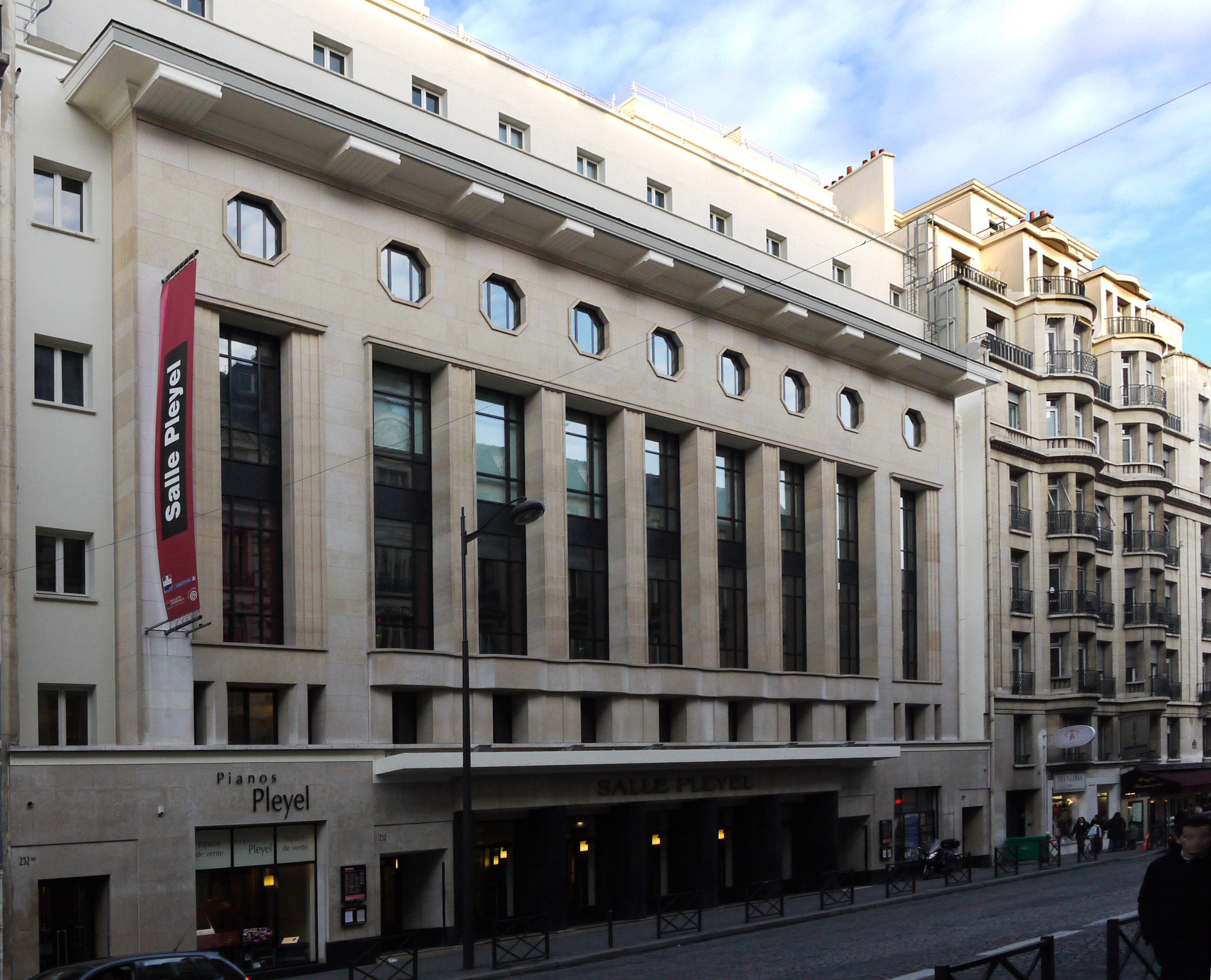
Sala Pleyel, París.

La sala Pleyel (en francés: Salle Pleyel) es una sala de conciertos sinfónicos situada en la calle Faubourg Saint-Honoré del VIII distrito de París, reinaugurada en 1927 y sede de la Orquesta Filarmónica de Radio Francia y de la Orquesta de París.

## Historia
La Sala Pleyel tiene sus orígenes en las dos salas de concierto precedentes construidas por Camille Pleyel, hijo de Ignace Pleyel, compositor y fundador de la célebre casa de pianos Pleyel en 1807
El salón original se remonta a 1827 y se ubicaba en la calle Cadet. Contaba con alrededor de ciento cincuenta plazas donde se dieron cita pianistas como Frédéric Chopin en 1832 y Franz Liszt en 1833. En 1911 Joaquín Turina estrena su Cuarteto n.º1 "de la guitarra". En 1946 Jeanne Demessieux hizo su debut y estreñó sus Six études op. 5.
La primera sala Pleyel se construye entre 1838–1839 en la calle Rochechouart con capacidad para quinientas cincuenta personas y donde Chopin ofrece un concierto en 1848 así como Camille Saint-Saëns(1846), César Franck  y Antón Rubinstein.
En 1920 se decide levantar una monumental sala en estilo art déco, que será considerada una de las grandes salas musicales del mundo al nivel de Carnegie Hall de Nueva York. Junto a otras salas parisienses como el teatro del Chatelet, el teatro de Champs Elysées y la sala Gaveau son el centro de la vida musical de París. La sala Pleyel, diseñada por el arquitecto Gustave Lion, se inaugura en 1927 con la presencia de Stravinsky, Ravel, Paul Dukas, Reynaldo Hahn y André Messager.
Sólo nueve meses después de su inauguración, un incendio daña el edificio, reduciendo su capacidad de tres mil espectadores a 2400.
La gran Depresión mundial de 1929 puso en jaque a la familia Pleyel y la sala pasa a pertenecer al banco Credit Lyonnais, transformándose en un polo musical donde Stravinsky dirige Agon en 1957 y  Otto Klemperer dirige obras de Mahler y Beethoven. Entre otras destacadas figuras que han interpretado en la sala se cuentan Daniel Barenboim, Louis Armstrong, Ravi Shankar, Sviatoslav Richter, Jascha Heifetz y David Oistrakh.
En los primeros años desfilan Alfred Cortot, Casadesus, Samson François, Perlemuter, Arthur Rubinstein, Vladimir Horowitz, Claudio Arrau, Wanda Landowska, Enesco, Thibaud, Andrés Segovia, los directores  Bruno Walter, Wilhelm Furtwängler y los compositores Arthur Honegger, Ravel, Schönberg, de Falla,  Francis Poulenc y otros.

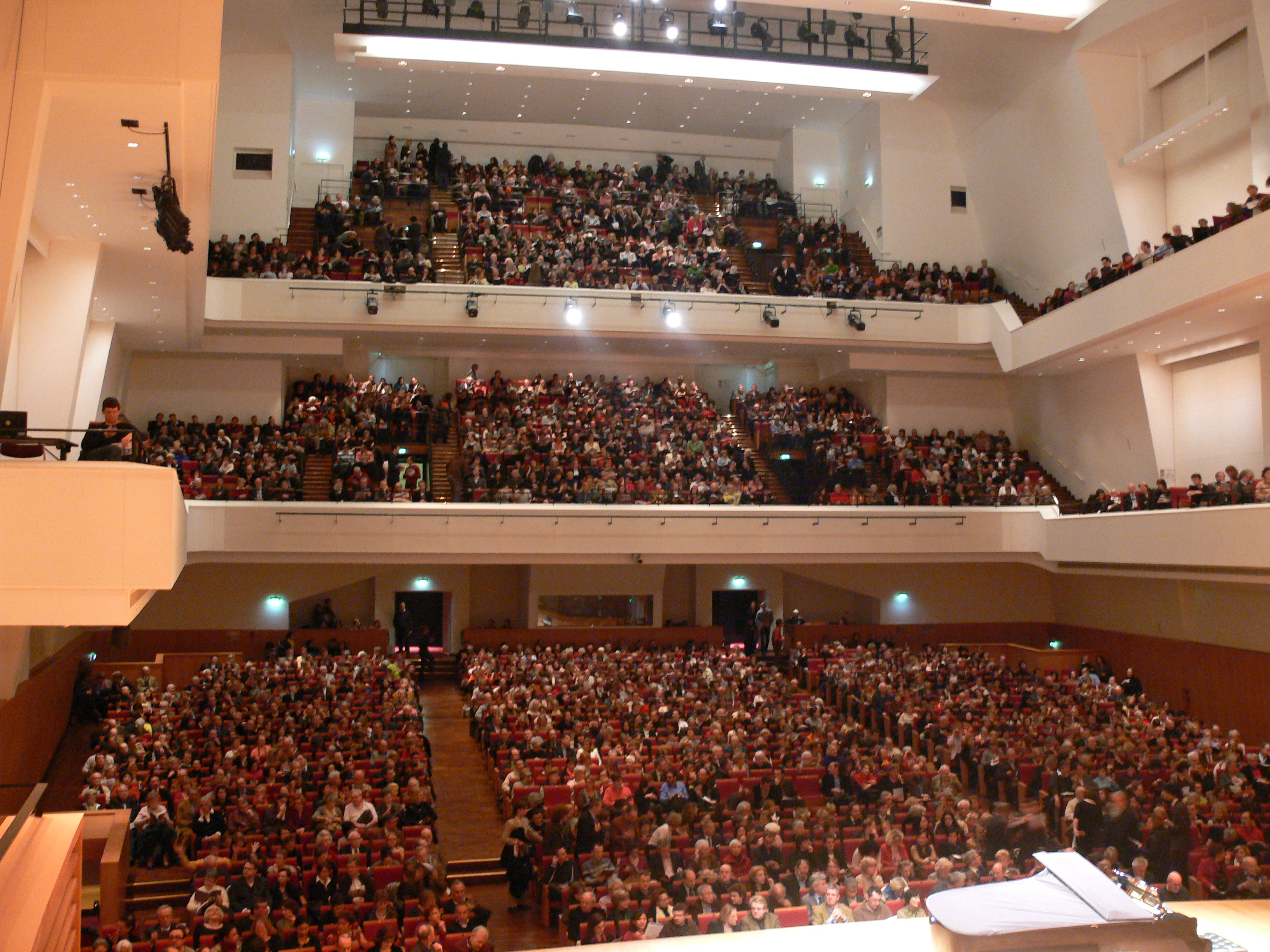
La sala tiene capacidad para albergar a dos mil espectadores.

En 1998, vuelve a ponerse en venta y es adquirida por IDSH, quien inicia grandes tareas de renovación a fin de explotar su capacidad acústica. Se mantiene la fachada y los halls pero la sala se remodela reduciéndose su capacidad a dos mil personas.
Completamente renovada es la nueva sala moderna del París clásico.